# Martin Provost
 (février 2023).
Si vous disposez d'ouvrages ou d'articles de référence ou si vous connaissez des sites web de qualité traitant du thème abordé ici, merci de compléter l'article en donnant les références utiles à sa vérifiabilité et en les liant à la section « Notes et références ».
Pour les articles homonymes, voir Provost.
Martin Provost, né le 13 mai 1957 à Brest, est un réalisateur et écrivain français. Après des débuts sur les planches, comme comédien et dramaturge, il se tourne vers le cinéma et la mise en scène. Il est révélé avec son 3e long métrage, Séraphine, sorti en salles en 2008 et couronné par 7 César après 9 nominations. Il est le réalisateur de 8 longs-métrages, dont le dernier, Bonnard, Pierre et Marthe, est sélectionné en compétition officielle au Festival de Cannes 2023, dans la section Cannes Premières. 

## Biographie

### Jeunesse
Né à Brest, Martin Provost grandit dans un petit port de pêche à la pointe du Finistère, Le Conquet. Son père est officier de marine, puis professeur de mathématique au collège naval de Brest. Sa mère, après avoir passé avec brio le concours des Arts Décoratifs à 18 ans, renonce à ses talents pour suivre son mari nommé alors au Maroc. Enfant, Martin dessine beaucoup et souhaite devenir peintre. Son goût pour la peinture transparaît dans sa carrière de cinéaste. À l’adolescence, il commence à écrire, notamment des poèmes. Martin a une sœur et un frère ainés. Ce dernier meurt à l’âge de 19 ans dans un accident de voiture. Cet évènement marquant pour toute la famille laissera Martin dans une grande solitude. 
Martin Provost obtient un Baccalauréat A (littéraire). Il rêve de devenir cinéaste, mais son père lui déconseille de tenter l’IDHEC (l’Institut des hautes études cinématographiques auquel succédera la Fémis en 1986) à cause de son niveau médiocre dans les matières scientifiques, exigées à l’époque lors du concours d’entrée. Il décide de devenir acteur, ce qui, pense-t-il, l’éloignera un moment de sa vocation de cinéaste, mais sera très formateur.

### Débuts comme comédien et metteur en scène
En 1975, à dix-huit ans, il part pour Paris. Il échoue par deux fois au concours d’entrée du Conservatoire, tout en suivant les Cours Simon, puis l’Atelier Blanche Salant. Pour faire passer l’attente entre les rôles, il peint et fréquente les musées de la capitale. 
Il décroche son premier rôle au cinéma en 1976, dans le long-métrage Néa de Nelly Kaplan, puis, en 1977, celui de Philippe de Plessis-Vaudreuil dans la minisérie Au plaisir de Dieu de Robert Mazoyer, adaptation du roman à succès de Jean d'Ormesson. Très attiré par le théâtre, il écrit sa première pièce Le Voyage immobile qu’il joue avec Yann Collette au Studio d’Ivry en 1980, dans une mise en scène d’Antoine Campo. Repéré par le metteur en scène Philippe Adrien, il entre comme stagiaire à la Comédie-Française en 1981 pour jouer Valère dans Le Médecin volant. 
Jean-Pierre Vincent, nommé quelques mois plus tard administrateur de la Comédie-Française, l’engage comme pensionnaire. Il joue plusieurs pièces avec lui dont Macbeth, (cour d’honneur du festival d’Avignon, rôle de Rosse), Les corbeaux de Henri Becque, Le Suicidé de Nikolaï Erdman à l'Odéon. Il travaille aussi avec les metteurs en scène Jacques Lassalle, Alain Françon, Jean-Paul Roussillon, etc. En 1987, il quitte la Comédie-Française. Les Poupées, sa seconde pièce en tant que dramaturge, est lue à la chapelle Sainte-Claire en Avignon par Denise Gence, puis créée au Théâtre de l'Est parisien en 1992.
En 1990, il cesse toute activité de comédien pour se consacrer entièrement à l’écriture et au cinéma.

### Carrière de réalisateur

#### Premières réalisations
Martin Provost décide de passer derrière la caméra dans les années 1990. Il écrit et réalise d’abord deux courts-métrages, J’ai peur du noir (1990), sélectionné au Festival du Court Métrage de Clermont-Ferrand, et Cocon (1993). Sa passion a pris naissance, dit-il, avec son grand-père, passionné de cinéma et cinéaste amateur avec qui il a tourné enfant une adaptation de Pierre et le Loup de Prokoviev.
En 1988, il écrit son premier scénario de long-métrage, Aime-moi vite. Remarqué par Françoise Verny, alors éditrice chez Flammarion, cette dernière lui commande le roman éponyme, qui paraît en novembre 1992. Il jugera que désormais ce projet doit rester un livre et ne pas devenir un film. 
Il tourne son premier long métrage en 1997, Tortilla et Cinéma, l’histoire d’un jeune metteur en scène aux prises avec la difficulté de faire son premier film. Carmen Maura, actrice fétiche de Pedro Almodóvar, y joue son propre rôle. Ce premier film est une ébauche qui contient tout ce qui viendra ensuite, le cinéaste s’exprimant déjà de façon très personnelle dans un univers à la fois poétique et introspectif. Dès son premier long-métrage et tout au long de sa carrière, Martin explorera le point de vue des femmes qui sont en général les protagonistes de tous ses films. 
En 2002, il écrit et réalise Le Ventre de Juliette, l'histoire d’une jeune femme de vingt ans, Juliette, incarnée par Julie-Marie Parmentier, qui tombe enceinte. Bien décidée à garder le bébé, elle doit composer avec un entourage qui cherche à la décourager. Le père de l’enfant (Stéphane Rideau) fait tout pour avoir sa juste place auprès d'elle et de l’enfant, mais Juliette l'en empêche. Au casting, Martin Provost retrouve Carmen Maura dans le rôle de Julia, la mère de la protagoniste, mais aussi Ariane Ascaride. Le film, tourné à Marseille, reçoit le Prix du jury à Sarlat, Monaco et Longwy, et le Prix du film européen au Festival Avignon/New York. Le film "[évite] tous les clichés des psycho-drames habituels liés aux parcours des filles mères”. 
Ces deux premiers longs-métrages récoltent un succès très modéré toutefois, et son 3e projet de long-métrage, intitulé L’attachement, est abandonné après deux ans de travail. 

#### Reconnaissance:Séraphine(2008)
Après cette période de creux où Provost remet en question ses velléités créatives et cinématographiques, Nelly Le Normand, directrice du bureau de lecture de France Culture, l’enjoint à s’intéresser à Séraphine Louis, dont il n’a jamais entendu parler. Après être allé voir les toiles au musée de Senlis,  bouleversé, il se lance dans les recherches puis s’attelle à l’écriture d’un scénario, qui reçoit à l’unanimité le Grand prix du meilleur scénariste (Prix Sopadin) en 2006 et obtient l’avance sur recettes, alors qu’il n’a pas encore de producteur. Le tournage a lieu “on location”, à Senlis, ville où vivait Séraphine Louis et chez lui, dans le Vexin. 
Le film achevé, sorti en salles le 1er octobre 2008, est salué par la critique et le public avec un succès inattendu pour un film Art & Essai, qui cumule 821 000 entrées sur sa période d'exploitation*. Le film est distribué à l’international, dans 34 pays. 
Il est nommé dans neuf catégories à la 34e Cérémonie des César qui a lieu le 27 février 2009 au Théâtre du Châtelet : meilleur film, interprète féminine, scénario original, photographie, costumes, décors et musique, son, réalisateur. Le film est couronné de sept César. La prestation de Yolande Moreau, encensée par la critique, se voit récompensée du César de la meilleure actrice. Martin Provost reçoit deux César : celui du meilleur film, et du meilleur scénario, qu’il partage avec son co-auteur Marc Abdelnour. 
Avec Séraphine, Martin Provost trouve et impose son style, une narration dépouillée à l’extrême et une spiritualité presque animiste, la nature étant pour lui un partenaire à part entière et non un simple décor. La presse étrangère trouve dans le film des accents de Pagnol, Renoir ou encore Bresson. 
Plus d’un an après la sortie en salles remarquée de Séraphine, une procédure judiciaire est engagée en 2009 par les éditions Albin Michel et Alain Vircondelet, auteur d’une biographie sur Séraphine de Senlis publiée en 1986. En 2010, le tribunal de grande instance de Paris estime que certains passages du livre ont été repris dans une première version du scénario. Cette décision ne concerne toutefois ni le scénario final, ni le film tel qu’il a été réalisé. Par ailleurs, le tribunal rejette la mesure d'interdiction du film qui avait été sollicitée.

#### Maturité artistique

##### Où va la nuit(2011)
Le succès de Séraphine consolide la trajectoire créative de Martin Provost. Son premier projet post-Séraphine est une adaptation. C’est pour Yolande Moreau qu’il accepte la proposition de la productrice Julie Salvador d’écrire et de tourner l’adaptation du roman de l’irlandais Keith Ridgway The long Falling (1998), paru en France sous le titre Mauvaise Pente (Prix Femina étranger 2001). Le récit, transposé en Belgique de nos jours, relate la soudaine révolte d’une femme simple, battue par son mari, qu’elle décide d’assassiner. Maquillant son crime, elle pense retrouver ainsi la liberté. Elle se heurte alors à son fils qui condamne son acte. En tuant son mari, elle n’a pas pensé qu’elle tuait aussi un père.
Le film oscille entre le thriller et le conte. A la manière de Simenon, il joue sur les absences, les suggestions, les ellipses. Le Figaro évoque un film “plein d'humanité grave. Martin Provost “crée“ son spectateur, privilège des cinéastes de talent". Le jeu de Yolande Moreau est de nouveau loué : "elle ne joue pas ses rôles, elle les habite". Le film est tourné dans le département du Nord et en Belgique. 

##### Violette(2013)
Toujours curieux des êtres humains qui se cachent derrière les signatures plus ou moins célèbres, Martin Provost se penche ensuite sur la vie de l’écrivaine Violette Leduc avec le simplement nommé Violette. Se concentrant sur les années d'après-guerre, le film déroule le rapport à l’écriture de Violette, de ses débuts difficiles à ses premières publications jusqu’à la parution de son autobiographie à succès, La Bâtarde. Le film met l’accent sur la personnalité contrastée de Violette, ses rapports difficiles avec ses amis, sa mère, et surtout sa mentor et mécène Simone de Beauvoir, dont elle s’éprend. 
René de Ceccatty, son éditeur au moment de la publication de son roman Léger, humain, pardonnable, lui donne à lire un texte que Violette Leduc avait écrit sur Séraphine Louis qu’elle adorait. C’est un choc. Le désir d’un film, Violette, naît de cette découverte. Le scénario est signé par Martin Provost, Marc Abdelnour et René de Ceccatty, écrivain et éditeur, dont c’est à ce jour le seul crédit en tant que scénariste. 
Violette est incarnée par Emmanuelle Devos. Martin Provost rencontre la comédienne avant d’écrire le scénario, comme il avait rencontré Yolande Moreau avant d’écrire Séraphine. Il veut être certain qu’elle accepte le rôle. C’est Emmanuelle Devos qui lui suggère le nom de Sandrine Kiberlain pour interpréter Simone de Beauvoir. Au départ réticent, il est finalement convaincu et la composition de Sandrine Kiberlain est saluée par toute la presse.
Lors du tournage, Emmanuelle Devos porte une prothèse de nez et se transforme au point de finir par ressembler à Violette Leduc. « Entre elle et moi », dit-il, « c’était un pas de deux. Nous nous comprenions sans avoir besoin de nous parler. Parfois par un regard, un simple contact. ». Le film est tourné entre l’Île-de-France, la Creuse et le Var. 
Si le film, salué par la critique et sélectionné au festival de Toronto, ne remporte pas un grand succès en France, il est projeté dans de nombreux festivals à l’international et poursuit une belle carrière dans plus de 30 pays.
Pour Martin Provost, Séraphine et Violette forment un diptyque, les films se répondant l’un à l’autre. Violette et Séraphine sont sœurs, autodidactes, d’origine modeste, ce sont des femmes inspirées, traversées. Grâce à leur ténacité, elles réussissent à dépasser leur condition modeste et à transcender leurs existences.

##### SageFemme(2017)
Son film suivant, Sage Femme, écrit pour Catherine Deneuve, Catherine Frot et Olivier Gourmet, tourné au printemps 2016 à Mantes-la-Jolie, est le premier long métrage de la toute nouvelle maison de production d’Olivier Delbosc : Curiosa. Il relate le parcours d’une sage-femme, Claire (Catherine Frot), qui voit avec inquiétude son métier céder le pas au rendement, au détriment de l’humain. La petite maternité dans laquelle elle exerce depuis toujours doit fermer ses portes et toutes ses collègues, par peur du chômage, acceptent de travailler dans une énorme usine à bébés, ce dont Claire ne se sent pas capable. Resurgit du passé Béatrice (Catherine Deneuve), ancienne maîtresse de son père disparu. Elle est l’exact opposé de Claire : frivole et égoïste, elle a toujours prôné la liberté avant l’engagement. Malade, elle cherche à retrouver l’homme qui a été le grand amour de sa vie. Elle ne retrouve que sa fille.
Parabole de la fable La Cigale et la fourmi, le film raconte l’histoire d’une transmission, inspiré d'un épisode de la vie du réalisateur. Martin Provost a manqué de mourir à la naissance. Il sera sauvé par une transfusion de sang compatible, celui de la sage-femme qui l’a fait naître. Sa mère ne lui révélera les circonstances de sa naissance qu’en 2015. C’est dans cet événement qu’il puisera l’inspiration pour Sage Femme. Après l’avoir longuement cherchée, c’est grâce au film qui lui rend hommage, que Martin Provost retrouvera finalement la trace de celle qui lui a sauvé la vie en lui donnant son sang : il s’agit d’Yvonne André, aujourd’hui disparue. 
Sage-femme sort en France le 22 mars 2017 après avoir été présenté le 14 février 2017 en hors compétition à la Berlinale. Il reçoit le Swann d’Or du meilleur film au Festival de Cabourg. La critique salue le film, “dépouillé et généreux” pour Télérama, “feel good movie d'une sincérité que l'on a coutume de qualifier de désarmante” pour L’Express… Les Inrocks soulignent également la “réelle acuité documentaire” des scènes de naissance à la maternité. En effet, Martin Provost a souhaité représenter la naissance au plus proche de la réalité. Pour les besoins du film, Catherine Frot se forme au métier de sage-femme, et participe à six véritables accouchements tournés en Belgique avec une équipe réduite.  Il a été distribué à l’international dans plus de 50 pays, et fait en France plus de 700 000 entrées.

#### Réalisation récentes

##### La Bonne Épouse(2020)
La Bonne Épouse (sortie le 4 mars 2020) est sans doute son film le plus engagé, le plus ouvertement féministe. C’est l’histoire de la chute d’une école ménagère avant Mai 68. Avant cette date, les écoles ménagères étaient très nombreuses en France.  Bon nombre de jeunes filles y faisaient leur apprentissage dans le but de trouver un mari.  Sur le ton de la comédie (Juliette Binoche, Yolande Moreau, Noémie Lvovsky, Édouard Baer), le film rend compte de l’évolution de la vie des femmes ces cinquante dernières années.
Il coécrit ensuite avec Séverine Werba son septième long-métrage, La Bonne Épouse. Le film épouse le registre de la comédie et de la comédie musicale et se démarque du style habituel de Martin Provost. Sans doute son film le plus engagé, le plus ouvertement féministe, La Bonne Épouse traite de la chute d’une école ménagère, à l’aube de Mai 68. Encore nombreuses en France, bon nombre de jeunes filles y faisaient leur apprentissage dans le but de trouver un mari. Le film, tourné dans les Vosges, rassemble au casting Juliette Binoche, Yolande Moreau, Noémie Lvovsky, Édouard Baer, François Berléand et Anamaria Vartolomei dans un de ses premiers rôles.
Le film sort en salles en mars 2020 dans un contexte inédit, car il ne va disposer que de quelques jours d’exploitation avant la fermeture des cinémas due à la pandémie de Covid-19. Il bénéficie toutefois d’une nouvelle sortie en juin 2020 au sortir du confinement, mais le succès que laissait espérer les excellents résultats de la première semaine d’exploitation en mars 2020 ne sera atteint que quelques mois plus tard, car le public a mis du temps avant de regagner les salles obscures.
L’énergie et l’humour du film sont appréciés par la critique ; les performances du trio central Juliette Binoche, Yolande Moreau et Noémie Lvovsky sont particulièrement remarquées, et le talent de Juliette Binoche pour la comédie souligné par la presse. 
Malgré le contexte, le film fait près de 700 000 entrées, et le film, nommé dans quatre catégories aux Césars 2021, obtient celui des meilleurs costumes. 

##### Bonnard Pierre et Marthe(2023): première sélection à Cannes
Pour la seconde fois, c’est la peinture qui inspire Martin Provost. Pierrette Vernon, petite nièce de Marthe Bonnard, avait contacté Martin Provost après avoir vu Séraphine. Elle souhaitait que le réalisateur réhabilite la figure méconnue de sa grand-tante, muse et épouse du peintre Pierre Bonnard, mais aussi peintre elle-même. Martin Provost découvre en effet dans ses oeuvres une parenté avec l’art de Séraphine de Senlis :  “Un vrai primitif moderne”. Toutefois, à l’époque, il ne souhaite pas refaire de film sur la peinture, mais sous son impulsion, Françoise Cloarec, biographe de Séraphine, rédige une nouvelle biographie, intitulée L’indolente, cette fois sur Marthe Bonnard. 
Des années plus tard, pendant le confinement de 2020, c’est en redécouvrant une œuvre de Bonnard liée à un souvenir d’enfance, “Le déjeuner", que le désir de raconter l’histoire du couple Bonnard s’impose. Martin Provost ne se départit pas de son amour des portraits de personnages féminins forts, mais pour la première fois dans son œuvre, un homme partage le rôle principal avec une protagoniste féminine. En se focalisant sur la trajectoire du couple, une relation qui s'étend sur plus d’un demi-siècle malgré les écueils et les liaisons de Pierre, Martin Provost espère "offrir une réflexion sur ce qu’est l’engagement, le partage d’une destinée commune, une absolue confiance”.  
Vincent Macaigne et Cécile de France interprètent les époux Bonnard. Edith Baudrand, peintre, réalise les copies des œuvres picturales et coach les acteurs, comme elle l’avait déjà fait pour Séraphine.
Le film est présenté dans la section Cannes Premières du Festival de Cannes 2023. Il s’agit de la première sélection d’un film de Martin Provost à Cannes. 
Le film est plutôt bien reçu, même si certains lui reprochent une forme d’académisme. Beaux Arts loue une exécution “sans fard, avec humour et [d’]une simplicité déconcertante”, et Télérama écrit : “Au lieu de se plier à l’exercice d’une traditionnelle biographie filmée, il nous invite à entrer dans la force de vie qui a fait naître une des œuvres les plus impressionnante de l’histoire de la peinture”.

## Style et thématiques
Des thèmes récurrents ressortent de la filmographie de Martin Provost, incarnés par les protagonistes principales de ses films, destins d’artistes ou de “simples femmes” : le processus de création et le geste créateur ; la solitude ; la marginalité ; la pression et les normes sociales, la maternité et la transmission... La nature, omniprésente, est un personnage en lui-même ; elle joue son rôle comme décor, mais aussi comme inspiration et catalyseur de la création. Selon les films, le style tend vers l’épure, intégrant parfois des éléments de comédie, l’être humain, sa complexité étant toujours au cœur des récits, récits que Martin Provost entend offrir à un large public, loin de tout élitisme. 

### Influences
Si Martin Provost ne se réclame d'aucune école et n’a jamais explicitement cité d’influences, il grandit avec les films de Jean-Luc Godard, Yasujirō Ozu, François Truffaut…* toutefois plusieurs films ont influé sur son appréciation du cinéma, tels Tous les autres s’appellent Ali de Rainer Werner Fassbinder, Le plaisir de Max Ophüls, La règle du jeu de Jean Renoir, Un condamné à mort s’est échappé de Robert Bresson, ou encore Le dernier métro et L’enfant sauvage de François Truffaut.
Cris et chuchotements d’Ingmar Bergman, vu à l’âge de seize ans alors qu’il venait de perdre son frère, le marque profondément: “Je me suis rendu compte que le cinéma était un mode d’expression en plus d’être un divertissement”. Il décrit la séquence où les deux sœurs, terrifiées par l'agonie de leur autre sœur Agnès, n'osent pas entrer dans sa chambre, et que c'est Ana la bonne qui la prend dans ses bras pour l'aider à mourir ; il comprend alors qu'avec son frère se passe "quelque chose d'anormal, que j'aurais dû être auprès de lui. Disons que je l'ai pressenti, parce que je ne pouvais évidemment pas le conscientiser à l'époque. Mais les images sont restées. Elles m'ont fait réfléchir, avancer. Alors j'ai reproduit avec Marthe et Pierre exactement la position d'Agnès dans les bras d'Ana. Parce que ces images m'ont sauvé."

### Rapport à l'art sous toutes ses formes
Comédien à ses débuts, puis dramaturge, enfin écrivain et réalisateur, mais aussi poète et peintre, les différentes passions de Martin Provost convergent dans son travail cinématographique et le nourrissent : “J’ai toujours pensé qu’en faisant des films, je réunissais un peu tout ce qui a compté pendant ces années d’apprentissage. La peinture bien sûr, mais aussi l’écriture, j’ai une passion pour les dialogues, la poésie, le théâtre”. Il décrit son rapport à l’écriture comme "une “hygiène, une façon de rester en bonne santé mentale”. 

### Rapport au biopic
Trois des huit longs-métrages de Martin Provost, consacrés à des artistes, appartiennent au genre biopic même s’ils se démarquent des traditionnels biopics hagiographiques. Martin Provost confesse aimer faire des films dont les sujets sont des personnes ayant existé, tout en évitant les travers didactiques souvent propres aux biopics, de rester dans l’anecdotique, l’illustratif. Il s’intéresse surtout à ce qui fait le mystère d’une personne : son humanité, ses contradictions, sa vie intérieure. La critique Charlotte Garson écrit dans la revue Etudes à propos de Violette : “En nous plongeant in medias res dans une facette peu reluisante du personnage (ses trafics de marché noir pendant la guerre), Provost travaille à contrepied du biopic édifiant”. L’essayiste Jean-Philippe Domecq, lui, souligne que les écueils du genre sont “écartés grâce à une optique d’ensemble, une sobre créativité esthétique qui opèrent un va-et-vient à la fois physique et intime entre ce qui fait une vie et ce qui fait que cette vie donne une œuvre”. 

### Engagement féministe
Cinéaste résolument féministe, Martin Provost donne les beaux rôles aux femmes, à l’image des femmes fortes qui l’ont élevé, sa mère, sa grand-mère Brestoise d’origines très modestes, qu’il adorait. Chacun de ses longs-métrages livre le récit d’une émancipation féminine transcendant les codes sociaux. 
Il apprend à connaître ses actrices au préalable, et écrit ses rôles et les dialogues sur mesure pour elles. Il en est ainsi pour Yolande Moreau (Séraphine et Où va la nuit), Catherine Frot et Catherine Deneuve  (Sage Femme), Juliette Binoche (La bonne épouse)...
Avec Séraphine et Violette, puis Bonnard, Martin Provost permet de réhabiliter des artistes oubliées, dont le travail novateur n’a pas été reconnu à sa juste valeur. À l'occasion de la sortie de Séraphine, avec le concours de ses producteurs et la complicité de Dina Vierny, fondatrice du musée Maillol, Martin Provost parvient à réunir les œuvres de Séraphine de Senlis, qui fait l’objet d’une exposition au musée Maillol. L’exposition est couronnée de succès et réhabilite aux yeux du public l’œuvre de la peintre. Le succès tant critique que populaire de Séraphine fait grimper sa cote (jusqu’à 70 000 euros) des quelques 80 toiles signées par l’artiste. La première cannoise de Bonnard, elle, coïncide avec la première exposition consacrée aux toiles de Marthe Bonnard, exposées au musée Bonnard du Cannet. 

### Collaborations régulières
Martin Provost aime cultiver une certaines fidélité avec des partenaires d’écritures, des comédiens ou techniciens. S’il collabore régulièrement avec des coscénaristes, notamment Marc Abdelnour, son co-scénariste de longue date, qui a co-écrit cinq de ses huit films, il travaille aussi avec la consultante Isabelle Fauvel, complice de toujours, plus globalement sur le développement de ses projets. 

## Carrière d'écrivain
Martin Provost a écrit quatre romans. Le premier, Aime-moi vite, dérivé de son premier scénario de long-métrage, est publié chez Flammarion en 1992. Ce roman d’apprentissage se déroulant pendant les années 80 narre la relation amoureuse de deux hommes confrontés au SIDA. 
Léger, humain, pardonnable paraît en 2008 aux Éditions du Seuil. Largement autobiographique, ce roman relate l’enfance de Bruno, dont le personnage se calque sur l’auteur lui-même. À trois voix, celles de Bruno, de sa sœur et de son frère, le roman dépeint la vie d’une famille des années 70. Provost y évoque la mort accidentelle de son frère, l'avortement de sa sœur et la découverte de son homosexualité. 20 minutes écrit au sujet du livre : “De la finesse, une intelligence exquise et un talent magistral”. 
En 2009, Martin Provost signe le texte d’un album publié chez Gallimard Jeunesse, La Rousse péteuse. Il est illustré par Edith Baudrand, illustratrice et peintre, et sa complice du tournage de Séraphine et plus tard Bonnard. 
Paraît ensuite Bifteck, en 2010, court roman proche de la fable, sorte de "conte rabelaisien", à la Marcel Aymé. L’histoire se déroule à Quimper pendant la Grande Guerre et raconte les aventures rocambolesques d’un jeune apprenti boucher devenu père de sept bébés nés d’étreintes illicites avec des quimpéroises esseulées pendant la guerre. Le héros prend la mer avec ses enfants, espérant rallier l’Amérique. Premier de trois livres publiés aux éditions Phébus, Bifteck connaît un beau succès critique et public. Un projet de film d’animation adapté du roman est développé, qui pour le moment dort dans ses tiroirs. 
Son quatrième roman, Par les soirs bleus d’été j’irai dans la forêt, est publié en avril 2024 toujours aux éditions Phébus. Le livre aborde les retrouvailles du narrateur avec sa mère veuve et presque aveugle, cinquante ans après avoir quitté sa province. “Avec ce nouveau livre, d’une incandescente beauté, Martin Provost passe à la vitesse supérieure et pénètre dans le cercle très fermé des authentiques écrivains". Il est possible que cet ouvrage très personnel devienne un projet cinématographique d’un genre nouveau pour Martin Provost. 
En marge de la sortie nationale de Bonnard Pierre et Marthe paraît également en janvier 2024 le scénario du film, toujours chez Phébus, augmenté d’un entretien entre le réalisateur et l’écrivaine Françoise Cloarec, biographe entre autres de Séraphine de Senlis et de Marthe Bonnard.

## Autres activités
Pendant près de quinze ans, en parallèle de ses autres activités, Martin Provost écrit de nombreuses pièces radiophoniques à destination de la jeunesse, notamment pour France Culture. Il reçoit en 2005 le prix Radio de la SACD qui récompense son travail à France Culture.
En 2014, il est juré lors du 28e Festival de Cabourg - Journées romantiques. En 2017, il est président du jury du 32e festival international du film francophone de Namur et membre du jury présidé par Tommy Lee Jones au 30e festival international du film de Tokyo. 

## Filmographie sélective

### En tant que scénariste et réalisateur
- 1990 : J'ai peur du noir (court-métrage)
- 1992 : Cocon (court-métrage)
- 1997 : Tortilla y cinema
- 2003 : Le Ventre de Juliette
- 2008 : Séraphine
- 2011 : Où va la nuit
- 2013 : Violette
- 2017 : Sage Femme
- 2020 : La Bonne Épouse
- 2023 : Bonnard, Pierre et Marthe

## Œuvre littéraire

### Romans

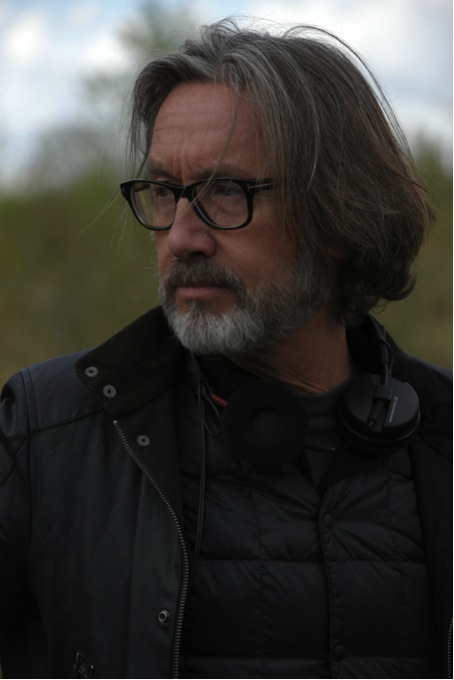
Martin Provost 2016

- Aime-moi vite, Flammarion, Paris, 1992
- Léger, humain, pardonnable, Le Seuil, Paris, 2007
- Bifteck, Phébus, Paris, 2010
- Par les soirs bleus d'été j'irai dans la forêt, Phébus, Paris, 2024

### Ouvrage de littérature jeunesse
- La Rousse Péteuse, Paris, Gallimard, 2009

## Distinctions
Martin Provost est fait Chevalier de l'ordre national du Mérite en 2009.
- Prix SACD radio 2006
- César 2009 : nomination au César du meilleur réalisateur pour Séraphine

Séraphine a remporté sept César du cinéma en 2009 :
- César du meilleur film
- César de la meilleure actrice pour Yolande Moreau
- César du meilleur scénario original pour Martin Provost et Marc Abdelnour
- César des meilleurs costumes pour Madeline Fontaine
- César de la meilleure photographie pour Laurent Brunet
- César de la meilleure musique écrite pour un film pour Michael Galasso
- César du meilleur décor pour Thierry François

La Bonne Épouse remporte le César des meilleurs costumes en 2021 :
- César des meilleurs costumes pour Madeline Fontaine